# César Ritz
César Ritz o Cäsar Ritz (Niederwald, 23 de febrer de 1850 - Küssnacht, 26 d'octubre de 1918) va ser un hoteler suís. Considerat el pare de l'hoteleria moderna, va concebre, organitzar i dirigir els hotels de luxe de la fi de la Belle Époque, considerat «rei dels hotelers, hoteler dels reis».
Va néixer com el més jove de tretze fills a Niederwald (Suïssa) el 23 de febrer de 1850 en una família de masovers de muntanya. Després de l'escola primària va començar com a aprenent hoteler. Aviat va abandonar aquesta formació i el 1867 va anar com a aprenent de cambrer a l'Hôtel de la Fidélité a París on aviat va promoure's com cap de sala. Volia treballar a un hotel de luxe i cap al 1870, a la vespra de la Guerra francoprussiana, va canviar d'empleador i se'n va anar a l'Hotel Voisin, on va conéixer el cuiner Auguste Escoffier (1846-1935). A Hotel Voixin va conèixer a la gran clientela internacional: el Príncep de Gal·les, el comte Nigra, Sarah Bernhardt, les vedets del teatre i de la vida alegre, perquè les dones elegants no anaven als restaurants.

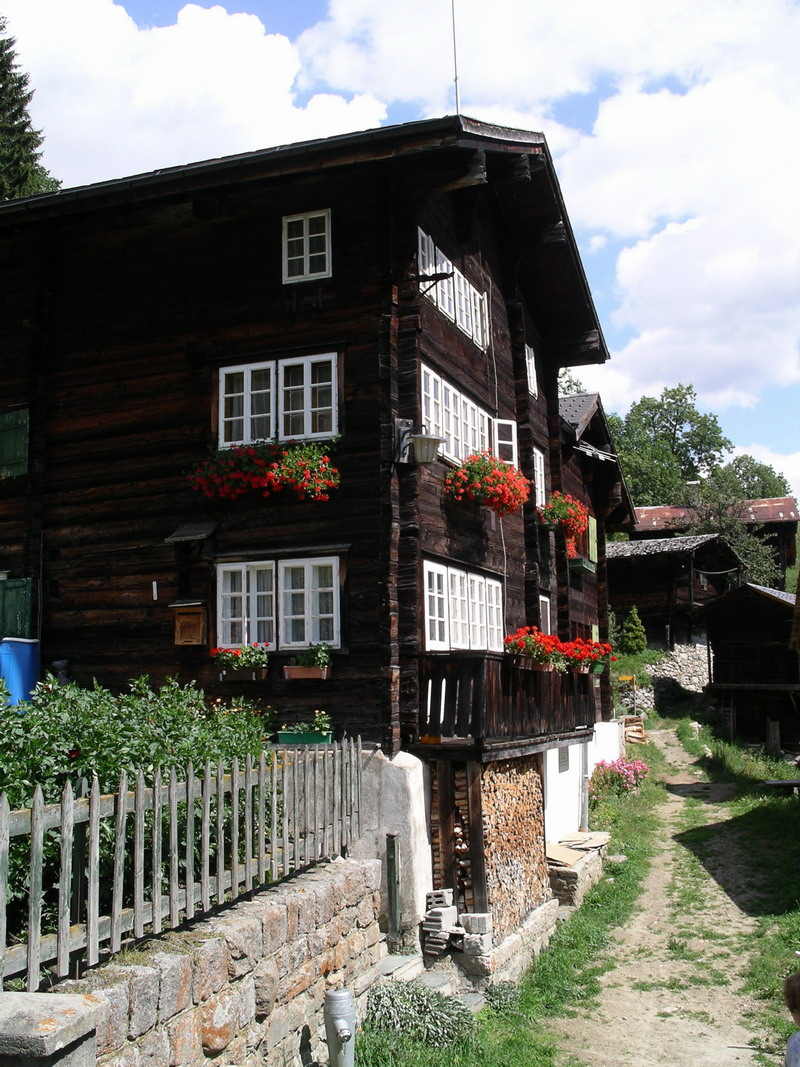
Casa natal a Niederwald

El 1872, passa a treballar a l'hotel Splendide parisenc, i després, a Viena, al restaurant dels Tres Germans Provençals i d'allí al Gran Hotel de Niça, on va arribar a ser l'encarregat del restaurant.
En 1874 ja és mâitre d'hotel del Righi-Kulm i coneix a l'hoteler suís Pfyffer d'Altishofen, fundador del Grand Hotel National de Lucerna, on va encimbellar-se cap a la funció de director-gerent de l'establiment. És el primer a instal·lar cambres de bany en les habitacions i estableix un sistema personalitzat d'atenció al client, el que va ser principi de la seva meteòrica carrera en la indústria hotelera, que renova totalment.
Després d'abandonar el Grand Hôtel National de Lucerna, passa successivament al Roches-Noires de Trouville, al Grand Hotel de Baden-Baden, al Frankfurter-Hof, a les Termes de Salsomaggiore, a la Vila-Hygeia de Palerm, a l'August-Victòria de Wiesbaden, al Iles-Britaniques de Menton i, finalment, a l'Hotel Savoy de Londres.
Convidat pel propietari a dirigir el restaurant, Ritz arriba a ser director de l'hotel el 1889, lloc on va romandre fins a 1898. Per la seva iniciativa es van construir els hotels Carlton de Londres i Ritz de París amb capitals anglesos. Com culminació de la seva extraordinària carrera, es construeixen sota la seva direcció hotels Ritz pertot arreu, a Madrid, Barcelona, el Caire, Johannesburg…
La importància de Ritz radica en la introducció d'un nou concepte d'hotel com establiments de servei complet i personalitzat, fixant els mínims de l'allotjament correcte en termes domèstics: habitacions d'espai suficient i decoració cuidada i luxosa –cortines, catifes, polvoreres i tocadors proveïts de jofaina i dipòsit d'aigua–, generalitza la cambra de bany moderna en cada habitació, utilitza la il·luminació indirecta i suprimeix els papers pintats per a reemplaçar-los per pintura; introdueix l'atenció directa al client (servei d'habitacions) centralitzat en la recepció.
La importància que dona a la cuina i a la qualitat dels vins li duen a eliminar els antics menjadors d'hostes, que es converteixen en refinats restaurants, amb taules reduïdes per a pocs comensals. La seva associació amb el gran cuiner Auguste Escoffier amb qui va obrir un primer restaurant a Baden-Baden el 1887 va ser famosa. Estableix una diferenciació jeràrquica en el personal de servei per mitjà d'uniformes i graduacions, des del cambrer fins al mâitre.
El juny 1902 va patir un crisi nerviosa quan preparava la visita del rei Eduard VII del Regne Unit. Els metges van constatar un egotament que va esdevenir una nevrosi depressiva crònica del qual mai no es va remettre. Va morir a Küssnacht, prop de Lucerna (Suïssa), el 24 d'octubre de 1918. Primer va ser sebollit al cementiri del Père-Lachaise al costat del seu fill René que havia mot uns pocs mesos abans. La seva dona, Marie-Louise Ritz, nascuda Beck, va morir el 8 de gener del 1961. La seva darrera voluntat va ser trobar sepulcre junts amb el seu fill i marit, al seu poble natal de Niederwald. Una cerimònia fúnebre va tenir lloc el 16 de gener, en presència del segon fill Charles que aleshores tenia setanta anys.